# マルセラ (プロレスラー)
マルセラ（Marcela、1971年5月31日 - ）は、メキシコ・ゲレーロ州出身の女子プロレスラー。
本名、マリア・エレナ・サンタマリア・ゴメス（María Elena Santamaría Gómez）、CMLL所属。

## 来歴
1985年12月にローカルインディーでデビュー。
1990年、CMLLに入団するが、その後女子部が休止となったため、インディー団体を転々とした後、1997年に女子部が旗揚げされた大日本プロレスに定着参戦。メキシカンならではの華麗なルチャで団体を盛り上げた。大日本の他にJWPにも参戦した。
しかし大日本女子部が解散し、CMLL女子部が再開されると帰国して復帰。2005年9月17日、アレナ・メヒコでダーク・エンジェルを降し、CMLL世界王座を獲得。日本から渡ったHIROKAとライバル関係となる。
2007年1月、HIROKAとともに来日し、無我ワールド・プロレスリングや格闘美などに参戦。5月4日にはプリンセサ・スヘイとメキシコ女子王座を争い、王座獲得。
2010年、久方ぶりに来日し、4月に復活した大日本女子部、5月にはJWPにも参戦。
2011年10月28日、アマポラが持つCMLL世界王座に挑戦して勝利。アマポラが4年に渡り守り続けた王座を奪取して2度目の戴冠。その後CMLL女王として栗原あゆみ興行に来日するが、11月26日に東京で栗原あゆみに敗れ王座陥落。
2012年3月10日、メキシコに栗原あゆみを迎え、2-1で勝利しCMLL世界女子王座奪回。

## 獲得タイトル
- CMLL世界女子王座
- メキシコ女子王座

## 得意技
- みちのくドライバーII
- La Tapatía